# چویژنو
چویژنو (به لهستانی:  Dźwirzyno) یک روستا در لهستان است که در گمینا کوووبژگ واقع شده‌است. چویژنو ۵۸۰ نفر جمعیت دارد.